# Theresia Albers

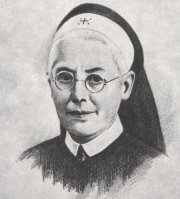
Theresia Albers

Theresia Albers (* 5. August 1872 in Dornheim (heute zu Schmallenberg); † 21. Januar 1949 in Bredenscheid bei Hattingen) war eine deutsche Lehrerin und Ordensgründerin. Die Aufgaben der von ihr gegründeten Ordensgemeinschaft werden seit 1996 von der Theresia-Albers-Stiftung übernommen.

## Leben
Nach ihrer Schulzeit absolvierte Theresia Albers von April 1887 bis Februar 1891 ihre Lehrerinnenausbildung im St. Josephs-Institut in Dingelstädt/Eichsfeld. Anschließend ging sie als Erzieherin und Privatlehrerin auf den Gutshof Meier-Bühlmeier bei Nord-Rheda. 1894 erhielt sie die kirchliche Unterrichtserlaubnis und arbeitete im Waisenhaus von Oschersleben, ab 1897 als Lehrerin an der dortigen Volksschule. Im Oktober 1900 wurde sie nach Dortmund versetzt und dort in verschiedenen kirchlichen Schulen eingesetzt.
Nach ihrem Umzug nach Dortmund trat Albers dem Dritten Orden des heiligen Franziskus bei. Ihr Plan, einen Anbetungsorden zu gründen, wurde durch den Ausbruch des Ersten Weltkriegs verhindert. 1919 gründete sie dann mit elf Mitschwestern in Dortmund den Verein „Seraphische Caritas“, der sich der Familienpflege widmete.
1920 kaufte die Seraphische Caritas in Bredenscheid (Kreis Hattingen) auf Betreiben Theresia Albers einen Bauernhof, bestehend aus einem abgebrannten Bauernhaus, einer Scheune, einem kleinen Backhäuschen und einer kleinen Mühle, um dort ein Heim für hilfsschulentlassene Mädchen zu begründen. Nach ihrer Pensionierung als Hilfsschullehrerin zog Ende 1922 auch Theresia Albers nach Bredenscheid. In Sprockhövel, Bredenscheid und Holthausen gründete Theresie Albers katholische Schulen.
Wegen Differenzen in der Seraphischen Caritas gründeten 1926 18 Schwestern den Verein der Caritasschwestern vom Göttlichen Kinderfreund, dessen Oberin Mutter Theresia war. Neben dem Mutterhaus in Bredenscheid hatte die Schwesterngemeinschaft mehrere Filialen und errichtete in Hattingen ein Altenheim. Theresia Albers starb am 21. Januar 1949 im Alter von 76 Jahren in Bredenscheid.

## Antoniusheim
Auf dem 1920 gekauften Hof wurden die Gebäude instand gesetzt und ein neues Heim, das Antoniusheim, errichtet und am 14. September 1924 eingeweiht. Dort waren anfangs drei Schwestern und für die Landwirtschaft zwei Männer beschäftigt. Es zogen minderbegabte Mädchen, aber auch andere hilfsbedürftige Personen dort ein.
1925 begann ein Rechtsstreit mit dem früheren Besitzer, der 1928 mit einer Einigung endete. 1926 wurde der Hof von der Seraphischen Caritas auf den neuen Verein der Caritasschwestern vom Göttlichen Kinderfreund übertragen. Wegen des drohenden Verlusts des Hofes kaufte der Verein 1927 einen weiteren Hof.
1930 wurde das Antoniusheim erweitert, so dass fortan etwa 40 minderbegabte Mädchen dort unterkommen konnten, die von den Kreis- und Wohlfahrtsämtern vermittelt wurden.
Theresia Albers Arbeit mit und für minderbegabten Mädchen geriet mit dem Beginn der nationalsozialistischen Herrschaft 1933 in Gefahr. Die NS-Rassenhygiene-Politik versuchte zunächst, mittels Zwangssterilisationen geistig oder körperlich Behinderte von der Fortpflanzung auszuschließen. Dies betraf auch die Arbeit im Antoniusheim. Obwohl die katholische Kirche sich oftmals schützend vor die Betroffenen zu stellen versuchte, konnte Theresia Albers die Sterilisation eines Großteils ihrer Schützlinge nicht verhindern.
1942 geriet das Antoniusheim auch in den Blick des „Reichsbeauftragten für die Heil- und Pflegeanstalten“ Herbert Linden und seiner Behörde, wie aus den privaten Briefen Theresia Albers’ hervorgeht. Kinder wurden allerdings nicht aus dem Heim abtransportiert, was nicht zuletzt dem geschickten Taktieren Theresia Albers’ vor allem in der letzten Kriegsphase zu verdanken ist.
Im Frühjahr 1944 nahm Theresia Albers eine schwer misshandelte ukrainische Zwangsarbeiterin im Antoniusheim auf. Die Schwestern pflegten sie bis zu ihrem Tod und setzten gegen anfänglichen Widerstand der Behörden eine kirchliche Beisetzung durch.
Gegen Ende des Krieges mussten viele Obdachlose und Kranke aus dem Krankenhaus Hattingen aufgenommen werden. Nach Kriegsende normalisierte sich das Leben im Antoniusheim erst allmählich. Erst im Spätherbst 1945 gab es wieder Strom; zur selben Zeit wurden Flüchtlinge aufgenommen.
Nach Theresia Albers Tod wurde das Antoniusheim in Bredenscheid erweitert. Heute werden die Einrichtungen des Ordens von der Theresia-Albers-Stiftung verwaltet.

## Caritasschwestern vom göttlichen Kinderfreund
Der Verein der Caritasschwestern vom göttlichen Kinderfreund entstand 1926 mit zunächst 16 Schwestern unter der Leitung von Theresia Albers. Am 12. März 1926 erfolgte die Bischöfliche Anerkennung der Schwesterngemeinschaft. Im Mai 1926 gab man sich zusätzlich die Rechtsform eines eingetragenen Vereins (e. V.; Vereinsregister Nr. 70 beim Amtsgericht Hattingen).
Nach den Aufbaujahren nahm das klösterliche Leben Ende der 1920er Jahre bewusster gestaltete Formen an, beispielsweise mit dem ersten Noviziat 1931. Im Laufe der Jahre wuchs die Schwesterngemeinschaft zahlenmäßig deutlich an, so dass Theresia Albers nach und nach rund 30 Niederlassungen und Filialen ihrer Gemeinschaft gründete. In verschiedenen Bistümern arbeiteten die Schwestern in der Gemeindeseelsorge, in der ambulanten Krankenpflege, in Nähschulen, im Kindergarten sowie in der Altenbetreuung.

## Schwestern zum Zeugnis der Liebe Christi
Am 24. März 1962 wandelte der frühere Weihbischof von Paderborn, ab 1. Januar 1958 Bischof des neu errichteten Ruhrbistums Essen, Franz Hengsbach, den Verein der Schwestern vom göttlichen Kinderfreund in eine Kongregation bischöflichen Rechts mit eigenen Gelübden um und bestätigte die neu gefasste Regel. Die Schwestern wählten als neuen Namen Schwestern zum Zeugnis der Liebe Christi.

## Theresia-Albers-Stiftung
Da die Schwesterngemeinschaft immer kleiner wurde, konnte sie die Aufgaben nicht mehr erfüllen. 1996 wurde die Theresia-Albers-Stiftung gegründet, die das Werk Theresia Albers fortführt. Die Trägerschaft der ordenseigenen Häuser, zunächst das Altenheim St. Josef in Hattingen und das Haus Theresia in Bredenscheid, werden in dieser Stiftung zusammengefasst. Ihr gehören inzwischen vier weitere Häuser mit den Zielgruppen Kranke, Ältere und Behinderte an. Mutter Theresia ist das Leitbild der Theresia-Albers-Stiftung.

## Ehrungen
Am 50. Todestag Theresia Albers im Jahr 1999 nannte der Pfarrort von Theresia Albers, Kirchrarbach, das frühere Pfarrhaus und jetzige Pfarrheim und Gemeindezentrum „Theresia-Albers-Haus“. Zum 75-jährigen Bestehen des Altenheims St. Josef und dem Neubau von altengerechten Wohnungen (2008) wurde auch die vom Rat der Stadt Hattingen beschlossene Theresia-Albers-Straße ihrer Bestimmung übergeben. Zum 60. Todesjahr von Mutter Theresia Albers schuf der Hattinger Künstler Egon Stratmann eine Stele aus Glas und 2011 stiftete der Heimat- und Geschichtsverein Kirchrarbach der katholischen Kirchengemeinde St. Lambertus eine Gedenktafel an ihrem Geburtshaus in Dornheim. Derzeit gibt es Bestrebungen, Theresia Albers seligzusprechen.